# 無聲議會
無聲議會（波兰语：Sejm niemy）是指波蘭立陶宛聯邦議會於1717年2月1日在華沙召開的一日會議。
「大力王」奧古斯特二世統治期間，致力維持波蘭立陶宛聯邦與採世襲制的薩克遜選帝侯國間之關係。當時的波蘭受沙皇彼得一世牽制，彼得一世更派軍隊常駐波蘭，而奧古斯特二世則極力想減少彼得一世對波蘭立陶宛聯邦事務的干預。1710年薩克遜軍隊進入波蘭，並對波蘭貴族（什拉赫塔）要求巨額捐獻，早先在第三次北方戰爭期間財產便慘遭摧毀的波蘭貴族，遂於1715年11月結成塔爾諾格魯德聯盟因應，結果引發兩年內戰。
這場綏靖會議的目的在終結貴族與國王奧古斯特二世國間的內戰，為免會議受到打斷，與會議員全都遭到禁止發言，遂有「無聲議會」之稱。